# Лёгкая атлетика на летних Олимпийских играх 1900 — прыжки в высоту с места
Соревнования по прыжкам в высоту с места среди мужчин на летних Олимпийских играх 1900 прошли 16 июля. Приняли участие трое спортсменов из одной страны.

## Призёры
| Золото      | Серебро            | Бронза           |
| Рей Юри США | Ирвинг Бакстер США | Льюис Шелдон США |

## Соревнование
| Место | Спортсмен            | Результат  |
| ----- | -------------------- | ---------- |
| 1     | Рей Юри (USA)        | 1,655 м OR |
| 2     | Ирвинг Бакстер (USA) | 1,525 м    |
| 3     | Льюис Шелдон (USA)   | 1,50 м     |